# Exttravasa Tour
Exttravasa Tour é a primeira turnê da cantora Claudia Leitte em carreira solo. São Paulo e Rio de Janeiro foram os primeiros estados brasileiros a conhecerem a turnê. O nome da turnê veio do single "Exttravasa", primeiro single da cantora. Em alguns shows da turnê, Claudia Leitte usava o mesmo elevador usado na abertura do DVD Ao Vivo em Copacabana.

## Repertório
1. "Exttravasa"
2. "Beijar na Boca"
3. "Insolação do Coração"
4. "Uau!"
5. "Canudinho"
6. "Safado, Cachorro, Sem-Vergonha"
7. "País Tropical" / "Fio Maravilha"
8. "Ska" / "Fogo e Paixão" / "Arriba (Xenhenhém)"
9. "Doce Paixão"
10. "Amor Perfeito"
11. "Fulano in Sala"
12. "Quem é de Fé Balança
13. "Dyer Maker" / "A Camisa e o Botão"
14. "Pensando em Você"
15. "Pássaros"
16. "Horizonte"
17. "No Carnaval de Salvador
18. "Amor à Prova" / "Eu Fico" / "Janeiro a Janeiro" / "Te Amar é Preciso (Peixinho)"
19. "Cai Fora"
20. "Me Chama de Amor"
21. "Lirirrixa"
22. "Bola de Sabão"
23. "Cai Fora"
24. "Beijar na Boca"
25. "Exttravasa"

## Datas
| Data                    | Cidade                | Estado              | Ingressos vendidos |
| ----------------------- | --------------------- | ------------------- | ------------------ |
| Brasil (Pré turnê)      |                       |                     |                    |
| 7 de março de 2008      | Recife                | Pernambuco          |                    |
| 8 de março de 2008      | São Paulo             | São Paulo           |                    |
| 9 de março de 2008      | Maceió                | Alagoas             |                    |
| 22 de março de 2008     | Praia do Forte        | Bahia               |                    |
| 5 de abril de 2008      | Belo Horizonte        | Minas Gerais        |                    |
| 18 de abril de 2008     | Feira de Santana      | Bahia               |                    |
| 19 de abril de 2008     | Vitória da Conquista  | Bahia               |                    |
| 20 de abril de 2008     | Petrópolis            | Rio de Janeiro      |                    |
| 25 de abril de 2008     | São José do Rio Preto | São Paulo           |                    |
| 2 de maio de 2008       | Montes Claros         | Minas Gerais        |                    |
| 9 de maio de 2008       | Nova Friburgo         | Rio de Janeiro      |                    |
| 10 de maio de 2008      | Teresina              | Piauí               |                    |
| 11 de maio de 2008      | Eunápolis             | Bahia               |                    |
| 16 de maio de 2008      | Barbacena             | Minas Gerais        |                    |
| 17 de maio de 2008      | Campo Grande          | Rio de Janeiro      |                    |
| 18 de maio de 2008      | Nova Iguaçu           | Rio de Janeiro      |                    |
| 21 de maio de 2008      | Franca                | São Paulo           | 3.000 / 3.000      |
| 23 de maio de 2008      | Brasília              | Distrito Federal    |                    |
| 24 de maio de 2008      | Fortaleza             | Ceará               |                    |
| 25 de maio de 2008      | Patos de Minas        | Minas Gerais        |                    |
| 30 de maio de 2008      | Bauru                 | São Paulo           |                    |
| 31 de maio de 2008      | Presidente Figueiredo | Amazonas            |                    |
| 8 de junho de 2008      | Sorocaba              | São Paulo           |                    |
| 13 de junho de 2008     | Uberaba               | Minas Gerais        |                    |
| 21 de junho de 2008     | Goiânia               | Goiás               | 20.000 / 20.000    |
| Brasil                  |                       |                     |                    |
| 4 de julho de 2008      | São Paulo             | São Paulo           |                    |
| 12 de julho de 2008     | Manaus                | Amazonas            |                    |
| 13 de julho de 2008     | Belém                 | Pará                |                    |
| 18 de julho de 2008     | Petrolândia           | Pernambuco          |                    |
| 19 de julho de 2008     | Vitória               | Espírito Santo      |                    |
| 20 de julho de 2008     | Don Jacareí           | São Paulo           |                    |
| 22 de julho de 2008     | Salvador              | Bahia               |                    |
| 23 de julho de 2008     | São Paulo             | São Paulo           |                    |
| 24 de julho de 2008     | São Paulo             | São Paulo           |                    |
| 1 de agosto de 2008     | Boa Vista             | Roraima             |                    |
| 2 de agosto de 2008     | Rio de Janeiro        | Rio de Janeiro      |                    |
| 3 de agosto de 2008     | Mangaratiba           | Rio de Janeiro      |                    |
| 6 de agosto de 2008     | Brasília              | Distrito Federal    |                    |
| 8 de agosto de 2008     | Volta Redonda         | Rio de Janeiro      |                    |
| 9 de agosto de 2008     | Ponta Grossa          | Paraná              |                    |
| 10 de agosto de 2008    | Goiânia               | Goiás               |                    |
| 15 de agosto de 2008    | Ituiutaba             | Minas Gerais        |                    |
| 16 de agosto de 2008    | Araras                | São Paulo           |                    |
| 17 de agosto de 2008    | Guarulhos             | São Paulo           |                    |
| 22 de agosto de 2008    | Campos dos Goytacazes | Rio de Janeiro      |                    |
| 23 de agosto de 2008    | Cuiabá                | Mato Grosso         |                    |
| 25 de agosto de 2008    | Campo Grande          | Mato Grosso do Sul  |                    |
| 30 de agosto de 2008    | Presidente Venceslau  | São Paulo           |                    |
| 5 de setembro de 2008   | Pedro Leopoldo        | Minas Gerais        |                    |
| 6 de setembro de 2008   | São José do Rio Pardo | São Paulo           |                    |
| 7 de setembro de 2008   | Palmas                | Tocantins           |                    |
| 10 de setembro de 2008  | São Paulo             | São Paulo           |                    |
| 12 de setembro de 2008  | Anápolis              | Goiás               |                    |
| 13 de setembro de 2008  | Rio Verde             | Goiás               |                    |
| 14 de setembro de 2008  | Itumbiara             | Goiás               |                    |
| 19 de setembro de 2008  | São José do Rio Preto | São Paulo           |                    |
| 20 de setembro de 2008  | Pouso Alegre          | Minas Gerais        |                    |
| 21 de setembro de 2008  | Araçuaí               | Minas Gerais        |                    |
| 23 de setembro de 2008  | Rio de Janeiro        | Rio de Janeiro      |                    |
| 24 de setembro de 2008  | Rio de Janeiro        | Rio de Janeiro      |                    |
| 26 de setembro de 2008  | Porto Velho           | Rondônia            |                    |
| 27 de setembro de 2008  | Aracaju               | Sergipe             |                    |
| Europa                  |                       |                     |                    |
| 3 de outubro de 2008    | Londres               | Inglaterra          | 5.000 / 5.000      |
| 4 de outubro de 2008    | Lisboa                | Portugal            |                    |
| Brasil                  |                       |                     |                    |
| 10 de outubro de 2008   | Juiz de Fora          | Minas Gerais        |                    |
| 11 de outubro de 2008   | Recife                | Pernambuco          | 15.000 / 15.000    |
| 13 de outubro de 2008   | Porto Seguro          | Bahia               |                    |
| 17 de outubro de 2008   | Lages                 | Santa Catarina      |                    |
| 18 de outubro de 2008   | Joinville             | Santa Catarina      |                    |
| 25 de outubro de 2008   | Itupeva               | São Paulo           |                    |
| 26 de outubro de 2008   | Araraquara            | São Paulo           |                    |
| 1 de novembro de 2008   | Rio de Janeiro        | Rio de Janeiro      |                    |
| 7 de novembro de 2008   | São Paulo             | São Paulo           |                    |
| 8 de novembro de 2008   | Uberlândia            | Minas Gerais        |                    |
| 13 de novembro de 2008  | Rio de Janeiro        | Rio de Janeiro      |                    |
| 14 de novembro de 2008  | Votuporanga           | São Paulo           |                    |
| 16 de novembro de 2008  | Santos                | São Paulo           |                    |
| 23 de novembro de 2008  | Brasília              | Distrito Federal    |                    |
| 5 de dezembro de 2008   | Natal                 | Rio Grande do Norte |                    |
| 24 de janeiro de 2009   | Cabo Frio             | Rio de Janeiro      |                    |
| 27 de fevereiro de 2009 | Porto Seguro          | Bahia               |                    |
| 7 de março de 2009      | São Bernardo do Campo | São Paulo           |                    |
| 27 de fevereiro de 2009 | Holambra              | São Paulo           |                    |